# Otto Procksch

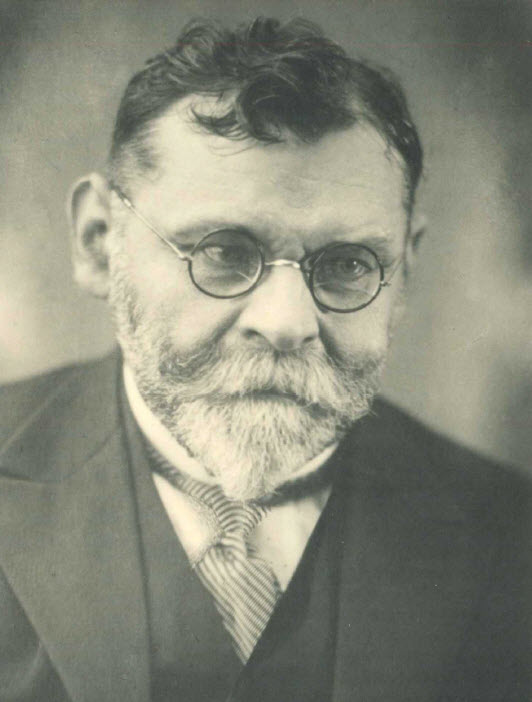
Otto Procksch (um 1925)

Otto Procksch (* 9. August 1874 in Eisenberg (Thüringen); † 7. April 1947 in Alterschrofen, Bayerisch Schwaben) war ein deutscher evangelisch-lutherischer Theologe (Alttestamentler).

## Leben
Otto Procksch, Sohn des Altphilologen  August Procksch, studierte an der Friedrich-Alexander-Universität Erlangen evangelische Theologie. Ab 1906 hatte er eine Professur an der Königlichen/Preußischen Universität zu Greifswald inne. In den Jahren 1907/08 und 1913 nahm er als Stipendiat an den Forschungsexkursionen des Deutschen Palästinainstituts (Jerusalem) unter Gustaf Dalman teil. 1917 wurde er Ehrenphilister des Greifswalder Wingolf. 1925 wechselte Procksch auf den alttestamentlichen Lehrstuhl in Erlangen. Procksch gilt als Lehrer von Theologen wie Albrecht Alt, Walther Eichrodt oder Gerhard von Rad. 
Politisch war Procksch nationalkonservativ und monarchistisch gesinnt und lehnte den Nationalsozialismus ab.
Otto Procksch war  mit Elisabeth Procksch verw. Wenck, geb. Anders (1867–1951) verheiratet.

## Veröffentlichungen

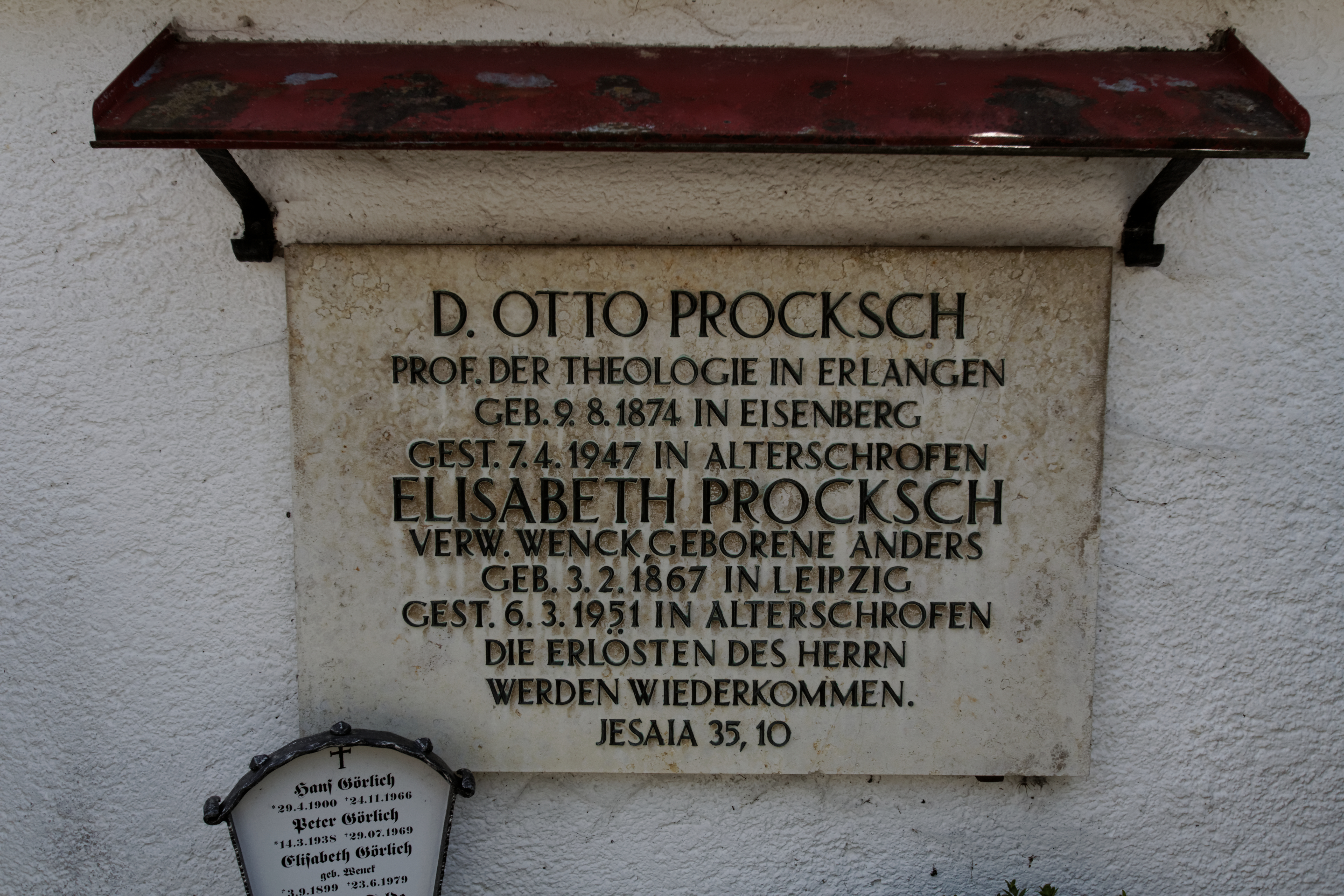
Grabdenkmal von Otto Procksch an der Pfarrkirche St. Maria und Florian in Schwangau-Waltenhofen

- Theologie des Alten Testaments, 4 Lieferungen, Gütersloh 1949–1950.
- Das Bekenntnis im Alten Testament, Leipzig 1936.
- Der Staatsgedanke in der Prophetie, Gütersloh 1933.
- Jesaja (Kommentar zum Alten Testament 9), Leipzig 1930/32.
- Die Genesis (Kommentar zum Alten Testament 1), Leipzig 1913.
- Die kleinen prophetischen Schriften vor dem Exil (Erläuterungen zum Alten Testament 3), Calw/Stuttgart 1910.